# Kościół Ducha Świętego w Hrubieszowie
Kościół Ducha Świętego w Hrubieszowie – rzymskokatolicki kościół parafialny należący do parafii pod tym samym wezwaniem (dekanat Hrubieszów-Południe diecezji zamojsko-lubaczowskiej).
W dniu 3 kwietnia 1998 roku biskup Jan Śrutwa uroczyście poświęcił plac pod budowę świątyni. Prace przy fundamentach trwały 4 miesiące, a wykonywała je grupa murarzy pod przewodnictwem Józefa Krawca i nadzorem Jana Zderkiewicza. Najpierw został wzniesiony kościół o powierzchni 670 metrów kwadratowych, a później kaplica pogrzebowa o powierzchni 270 metrów kwadratowych oraz część administracyjna o powierzchni 330 metrów kwadratowych. Budowę murów prowadziło Państwowe Przedsiębiorstwo Budownictwa Rolniczego pod kierownictwem Witolda Przybysza i dalszym nadzorem Jana Zderkiewicza. Dzięki ofiarności wiernych prace posuwały się bardzo szybko. W ciągu trzech lat zostały wzniesione wszystkie budynki w stanie surowym. Świątynia nie była nakryta dachem, miała zamontowane okna bez oszklenia, kaplica i część administracyjna były częściowo zamknięte. Na mocy dekretu biskupa Jan Śrutwy z dnia 15 czerwca 2001 roku została erygowana nowa parafia pod wezwaniem Ducha Świętego. Jej pierwszym proboszczem został mianowany ks. Wiktor Koziński, który w czasie swojej 10-letniej pracy doprowadził do uroczystej konsekracji świątyni w dniu 6 listopada 2011 roku, której dokonał biskup Wacław Depo.